# Spartak Sofia
Spartak Sofia (Спартак София) – bułgarski klub piłkarski. działający w latach 1947–2007.

## Historia
Chronologia nazw:
- 1947: Spartak Sofia (bułg. Спартак София) – po fuzji klubów Rakowski Sofia i Junak Sofia
- 1969: Spartak-Lewski Sofia (bułg. ДФС Левски Спартак (София)) – po fuzji z Łewski Sofia
- 1985: klub rozwiązano – po rozpadzie fuzji
- 1990: Spartak Sofia (bułg. Спартак София)
- 2005: Lewski-Spartak Sofia (bułg. Левски-Спартак (София))
- 2007: klub rozwiązano – po fuzji z Łokomotiw-101 Sofia
- 2008: Lewski-Spartak Sofia (bułg. Левски-Спартак (София)) – po rozpadzie fuzji

W 1969 roku klub na zasadzie fuzji połączył się z Lewski Sofia. Od 1990 klub rozgrywał mecze ponownie jako niezależna drużyna w bułgarskiej lidze amatorów. W 2005 Lewski Sofia zostało właścicielem klubu i nastąpiła zmiana nazwy na Spartak-Lewski. Drużyna rozgrywała swoje mecze na stadionie Rakowski w Sofii w niebiesko-białych barwach. Obecnie klub jest zlikwidowany.

## Sukcesy
Spartak w swoim dorobku posiada Puchar Bułgarii z 1968 roku. Występował 2 razy w historii w najwyższej klasie rozgrywkowej w Bułgarii (1951 i 1952 rok)

## Europejskie puchary
Legenda do wszystkich tabel:
- Q – runda eliminacyjna, 1/16, 1/8, 1/4, 1/2 – odpowiednia faza rozgrywek, Grupa – runda grupowa, 1r gr – pierwsza runda grupowa, 2r gr – druga runda grupowa, F – finał, R – runda, PO – play-off
- k. – rzuty karne, los. – losowanie, Dogr. – dogrywka, w. – zasada bramek strzelonych na wyjeździe

| Sezon   | Rozgrywki                 | Runda | Przeciwnik         | Dom                       | Wyjazd                    | Ogólnie                   |
| ------- | ------------------------- | ----- | ------------------ | ------------------------- | ------------------------- | ------------------------- |
| 1968/69 | Puchar Zdobywców Pucharów | 1R    | 1. FC Union Berlin | obie drużyny wycofały się | obie drużyny wycofały się | obie drużyny wycofały się |